# Тотемізм

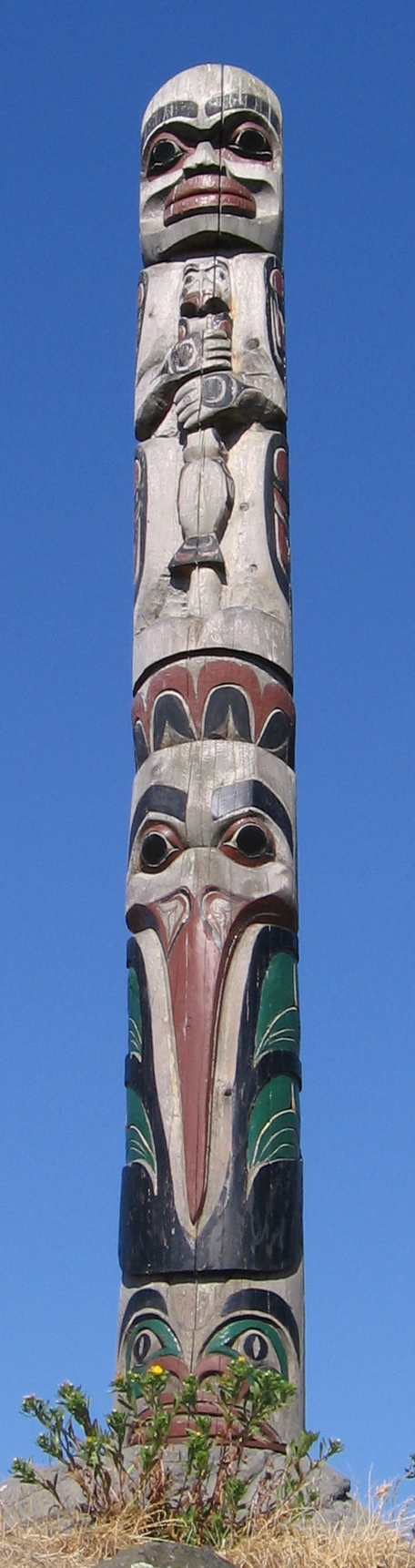
Тотемний стовп з Тотемного парку, Вікторія, Британська Колумбія.

Тотемíзм (одж. ot-totem — його рід) — одна з первісних форм релігійних вірувань, за якою нібито існує надприродний зв'язок між даною родовою групою людей і тотемом.

## Загальна характеристика
Вже в палеоліті виникають перші релігійні уявлення. Це виявлялося в особливому відношенні до тваринного світу. Надзвичайного поширення отримав на території Європи своєрідний культ ведмедя (дослідники вважають, що мова йшла про печерного ведмедя). Археологам відомі численні культові сховища черепів цього викопного хижака — у Франції, Швейцарії, Австрії, а також в Україні (Іллінка, Одеської області).
З цього моменту можна визначено говорити про виникнення тотемізму. Тотемізм — віра в тварину або рослину, яку стародавні люди вважали предком роду, з яким зв'язували своє існування і благополуччя. Частіше за все тотем був твариною, рослиною — рідше. Тотему приписувалися надприродні можливості, йому поклонялися. Тотемізм набув значного поширення, його відмічають у всіх народів на родоплеменній стадії розвитку. Багато які племена індіанців Північної Америки в момент появи там європейців носили імена своїх тотемів. У світі тотемів звичними були такі самоназви, як «люди-леопарди», «люди-антилопи». У різних народів відношення до тотемних тварин було різним. Полювання на тотемну тварину і вживання її м'яса в їжу могли бути суворо заборонені. Але у інших народів існував особливий ритуал поїдання м'яса тотема. Відгомони тотемізму легко можна побачити у світі фольклору. У чарівних казках тварини мають надзвичайні здібності. Вони часто уподібнюються людині, стаючи її другом, заступником. До часу тотемізму сходять, очевидно, і живучі перекази про «перевертнів».
Найважливішою складовою тотемізму є тотемічна обрядовість, у якій значне місце займають численні дії поклоніння тотему, залучення до нього. З цією обрядовістю пов'язані всі важливі етапи в житті людини: народження, ініціація, смерть.
Таким чином відбувалася первісна соціалізація індивіда, засвоєння ним звичаїв, традицій, навичок своєї громади. Тому тотемізм не можна просто розглядати як сукупність вірувань і обрядів, він є соціальним інститутом, похідним від інституту роду.
Базовою основою тотемізму є вірування в так званих «тотемних первопредків». Первісні обивателі вважали, що начебто та чи інша тварина є прабатьком того чи іншого первісного роду або племені. У тотемі люди вбачали добрих і турботливих заступників та
захисників своєї громади від голоду, холоду, ворогів та інших напастей, намагалися прив'язати до них усі найважливіші події у власному житті. Згідно з
переконаннями корінних австралійців, міфічні тотемні первопредки жили в давні
часи на території племені. Передавши нащадкам основні навички господарської
діяльності і територію, вони перейшли в інший світ. Місце цього переходу
служило основним місцем відправлення тотемного культу.
Варто відзначити, що обожнювалися ті чи інші тварини (рослини) не самі по собі.
Об'єктом вшанування в тотемізмі виступало радше безособове і безіменне
колективне начало. Воно належало кожному з людей і нікому окремо. Тотемна
тварина (рослина) виступала заступником первісної людини. Саме тому люди
уявляли тотем чимось на зразок предка, з яким вони мали щось спільне.
Останнім
кроком на шляху релігійної еволюції тотемізму стало уявлення про те, що родинні
зв'язки людей і людських колективів із тваринами чи рослинами є насправді
виявом їхньої загальної спорідненості зі спільним родоначальником.

## Природний і культурний ряди тотемізму
У
цьому випадку, як і в інших, метод, яким користується Клод Леві-Строс, полягає
в тому, щоб: 1) Визначити досліджуване явище як відношення між двома чи більше
термінами, реальними або потенційними; 2) скласти таблицю можливих заміщень між
термінами; 3) прийняти цю таблицю як загальний об'єкт аналізу, який
лише на цьому рівні здатний досягати необхідних зв'язків.
За
Леві-Стросом, термін «тотемізм» ідеально відображає відношення між
двома рядами: перший — це природний, а другий — це культурний. Природний ряд
охоплює, з одного боку, категорії, а з іншого, індивідів. До культурного ряду, у свою чергу, входять групи і
особистості. Загалом, всі ці терміни обрані довільно для того, щоб розрізнити
всередині кожного з рядів два способи існування, колективний та індивідуальний, а також з метою уникнення змішування рядів. На цій (попередній)
стадії
можна було б використовувати різноманітні терміни (але потрібно пам'ятати, що вони мають різнитися між собою): Природа…                   Категорія                       Індивід
Культура…                  Група                             Особистість
Тут
маємо чотири способи об'єднати
по два терміни, що відносяться до різних рядів:
|          | 1         | 2           | 3           | 4       |
| -------- | --------- | ----------- | ----------- | ------- |
| Природа  | Категорія | Категорія   | Індивід     | Індивід |
| Культура | Група     | Особистість | Особистість | Група   |

Кожному
з цих чотирьох сполучень відповідають спостережувані феномени в одній або декількох
популяціях. У першому поєднанні австралійський тотемізм у своїх різновидах
показує взаємозв'язок між природною категорією (тваринний (рослинний) вид або
клас предметів (явищ)) і культурною групою (фратрія, секція, підсекція, релігійне братство чи сукупність людей однакової статі). Друге поєднання
відповідає «індивідуальному» тотемізму індійців Північної Америки, в яких
індивід за допомогою випробувань намагається отримати природну категорію.
Як приклад третього поєднання Леві-Строс наводить плем'я моту на островах Банкса, де дитина вважається втіленням тварини чи рослини, що була знайдена або спожита матір'ю в момент, коли вона дізнавалася про свою вагітність. У праці Леві-Строса також наведено приклад, який торкається деяких племен групи алгонкін, які вважають, що встановлюються особливі відносини між новонародженим і тією твариною, котра першою наблизиться до сімейної хатини. Поєднання група-індивід виявляється в Полінезії і в Африці, де кожного разу певні тварини (наприклад: ящірки-хранительки в Новій Зеландії, священні крокодили і «дика полосата кішка» — лев чи пантера — в Африці) є об'єктом колективного покровительства і вшанування. Ймовірно, у стародавніх єгиптян також були присутні вірування цього типу; єгиптянам не є чужими Сибірські вірування щодо онгонів, хоча там мова йде не про реальних тварин, а лише про зображення, з якими група поводиться так, ніби вони насправді є живими.
Чотири поєднання є еквівалентними, оскільки вони породжені однією і тією ж операцією. Але лише перші два з них входять до сфери тотемізму (велися дискусії, яке з них первинне, а яке — вторинне), тоді як два інших не мали до тотемізму прямого відношення: одне прив'язане до нього як заготовка (як зробив Фрезер для плем'я моту), а інше — як пережиток. Багато авторів залишають ці поєднання без розгляду.
Отож, тотемічна ілюзія відбувається, перш за все, від спотворення семантичного поля, якому належать феномени одного і того ж типу. Деякі аспекти семантичного поля отримали привілейоване становище на шкоду іншим, в результаті чого їм приписувалась невластива для них оригінальність і незвичайність: адже їх уявляли загадковими лише тому, що їх було вилучено зі системи, інтегральну частину якої вони становили як її перетворення. Достатньо розгледіти приклади (в першу чергу ті, що лежать біля витоків всіх спекуляцій щодо тотемізму) для того, щоб переконатися, що уявна значимість цих аспектів виникає через безглузду категоризацію реальності.

## Тотемізм ітабу
З тотемічними віруваннями пов'язана система специфічних заборон — табу. Це слово можна перекласти з полінезійської буквально як «особливо виділений», «відзначений», а терміном-антонімом є «пот-а», тобто «загальний», «звичайний».
Табу у первісному суспільстві як первинна система соціальних правил охоплювала всі сфери життя і заміняла все те, що зараз іменується мораллю, правом, або релігійною регламентацією.
Зрозуміло, що система табу стрімко розвивалася історично. Наприклад, коли у племені з'являється сталий інститут вождя і (або) чаклуна, то будь-які стосунки з його жінкою, посягання на його майно були суворо заборонені, тобто оголошувалися «табу».
Найперші табу, прямо похідні від тотемізму, були простими і забороняли будь-яку зневагу до тотему, безпідставне вбивство родича, сезонне полювання на конкретних тварин (під час їх парування тощо), кровні інтимні зносини (ендогамія), стосунки з жінкою або чоловіком у конкретні періоди (до обряду ініціації — набуття «справжнього імені», з чоловіками перед полюванням тощо).
Тотемізм давав функцію вищого санкціонування родовим установам. Найголовнішими концептуальними «політичними» підвалинами роду були недоторканність тотему, життя родичів, неприступність тотемічної обрядовості для «чужих», конкретні правила статевої регламентації, обов'язкове успадкування тотема.

## Дослідники
Едвард Тайлор, Волтер Спенсер, Карл Штрелов, Льюїс Морґан, Джеймс Фрейзер, Макс Мюллер, Ендрю Ланґ, Ф. Дж. Джіллен, Йоганн Якоб Бахофен, Робертсон Сміт, Гілл Таут, Філліс Макленнан, Альберт Ревіль, Франц Боас, Еміль Дюркгайм.

## Тотемізм сьогодні
Сьогодні в атрибутиці спортивних команд, марок автомобілів, назвах міст іноді доволі явно простежується тотемізм.
У народних традиціях, які нині активно відроджуються в Україні, є обряди, пов'язані з тотемами українського народу — козою (вівцею) та вовком. Це обряд водіння кози на свято Щедрого вечора, зустріч молодих після вінчання матір'ю, зодягненою в овечий кожух.